# Вонг, Эли
Александра «Эли» Вонг (англ. Alexandra «Ali» Wong; род. 19 апреля 1982) — американская актриса, комедиантка и сценаристка, продюсер и режиссёр. Наибольшую известность ей принесли стендап-шоу на Netflix «Малышка Кобра» (2016), «Жена-тяжеловес» (2018), «Дон Вонг» (2022) и «Одинокая леди» (2024). Она снялась в романтической комедии «Ты — моё сомнение» (2019), а также была сценаристом и продюсером фильма. За свою карьеру Вонг получила три премии «Золотой глобус» (2024 — дважды, 2025)  и две премии «Эмми» (2023) за роль в драмеди сериале-антологии от Netflix «Грызня», став первой азиаткой, получившей «Эмми» за главную роль. В 2020 и 2023 годах она была включена в список «100 самых влиятельных людей» по версии Time.
Вонг снималась в шоу ABC «Американская домохозяйка» и появлялась в шоу «Внутри Эми Шумер», «Чёрный ящик» и «Где ты, Челси?» Она была сценаристом первых трёх сезонов ситкома «Трудности ассимиляции». Она также озвучивала главную героиню Роберту «Берти» Сонгтраш в мультсериале «Тука и Берти» и Али в мультсериале «Большой рот».

## Биография
Эли Вонг родилась в Пасифик Хайтс недалеко от Сан-Франциско, Калифорния. Её отец, Адольф Вонг, американец китайского происхождения, анестезиолог, тридцать лет проработавший в Kaiser Permanente, а её мать, Тэм «Тэмми» Вонг (урождённая Нгуен), вьетнамка, в молодости переехавшая в США из Хюэ в 1960 году. Эли воспитывалась в китайских традициях и была младшей из четырёх детей.
В 2000 году Вонг окончила San Francisco University High School, где она была президентом класса. В Калифорнийском университете в Лос-Анджелесе, где Вонг специализировалась на Азиатско-Американских исследованиях, она обнаружила свою страсть к выступлениям будучи членом университетского театра «LCC», старейшего Азиатско-Американского театра в Соединённых Штатах. Во время третьего года обучения в колледже Вонг побывала в Ханое. После окончания колледжа она продолжила свое образование во Вьетнаме по программе Фулбрайта.

## Карьера
После окончания колледжа в 2005 году, в возрасте 23 лет, Вонг впервые попробовала себя в стенд-апе в Brainwash Cafe, а затем переехала в Нью-Йорк чтобы и дальше заниматься комедией. В Нью-Йорке она выступала до девяти раз за ночь.

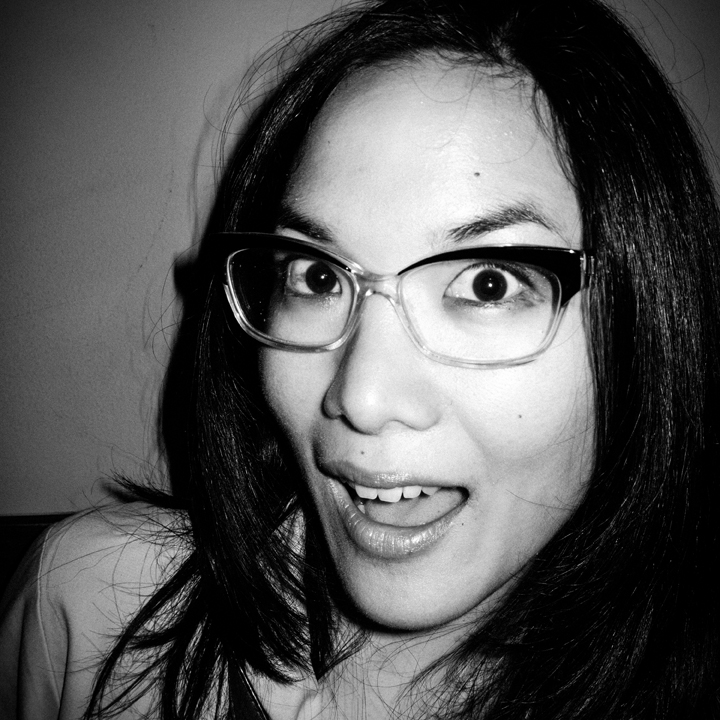
Эли Вонг в 2012 году

В 2011 году еженедельник Variety назвал Вонг одной из «10 комиков для просмотра» («10 Comics to Watch»). Позже она получила роль в ситкоме «Где ты, Челси?» на канале NBC, и появилась на комедийном ток-шоу «В курсе последних событий с Челси». После этого она вела «Best Week Ever» на канале VH1, и «Hey Girl» на MTV в 2013 году. Кроме того, она снялась в нескольких фильмах: «Особо опасны» Оливера Стоуна и «Дела с идиотами» вместе с Джеффом Гарлином и Джиной Гершон.
В 2014 году Вонг снялась в роли доктора Лины Ларк в медицинском драматическом сериале «Чёрный ящик» на канале ABC вместе с Келли Райли и Ванессой Редгрейв. Она снялась в качестве приглашённой звезды в трёх эпизодах сериала «Внутри Эми Шумер». Вонг работала сценаристом в сериале «Трудности ассимиляции», премьера которого состоялась в 2015 году. Рэндалл Пак, который был одним из главных актёров, предложил Вонг на роль сценариста. В День матери в 2016 году Netflix выпустил специальный выпуск под названием «Малышка Кобра»; съёмки проходили в театре «Нептун» в Сиэтле в сентябре 2015 года, когда Вонг была на седьмом месяце беременности своим первым ребёнком. По мнению журнала New York Magazine, «появление этого специального выпуска на Netflix — это своего рода звёздный момент, объединяющий вкусы самых неожиданных поклонников».
11 сентября 2016 года Вонг выступила на Неделе моды в Нью-Йорке и прошлась по подиуму во время показа Opening Ceremony. Также в 2016 году Вонг снималась в ситкоме ABC «Американская домохозяйка» до его закрытия в 2021 году. В 2018 году вышел второй специальный выпуск Вонг на Netflix «Жена-тяжеловес». Он был снят в 2017 году в театре «Уинтер Гарден» в Торонто, когда она была на седьмом месяце беременности вторым ребёнком. В том же году она озвучила персонажа Цитрус Твисти, джинна газировки, в эпизоде мультсериала «Окей, Кей О! Будем героями».
В 2019 году Вонг снялся вместе с Рэндаллом Парком в фильме Netflix «Ты — моё сомнение», режиссёром которого стала Нахнатчка Кхан, а сценаристами — Вонг, Парк и Майкл Голамко. С 2019 по 2022 год Вонг озвучивал Берти в мультсериале Netflix/Adult Swim «Тука и Берти». 15 октября 2019 года Вонг опубликовала книгу под названием «Дорогие девочки: Интимные истории, нераскрытые секреты и советы, как жить полной жизнью». Она описала её как руководство по жизни для своих дочерей, которое они смогут прочитать, когда станут взрослыми. Книга получила премию Goodreads Choice Award в номинации «Юмор» в 2019 году. В феврале 2022 года Вонг выпустила свой третий специальный выпуск на Netflix под названием «Дон Вонг».
Вонг снялась вместе со Стивеном Ёном в драмеди-сериале Netflix «Грызня» 2023 года и была указана в титрах как исполнительный продюсер вместе с Ёном. За роль в «Грызне» Вонг получила премию «Золотой глобус» за лучшую женскую роль в мини-сериале или телефильме. Она стала первой актрисой азиатского происхождения, получившей «Золотой глобус» в этой категории. Вонг получила прайм-тайм премию «Эмми» за лучшую женская роль в мини-сериале или фильме, став первой актрисой азиатского происхождения, получившей премию «Эмми» за главную роль.
В октябре 2024 года Вонг появилась в ток-шоу «Горячие» на YouTube.

## Личная жизнь
В 2010 году Вонг познакомилась с предпринимателем Джастином Хакутой, сыном изобретателя Кена Хакуты, на свадьбе их общих друзей. Вскоре Вонг и Хакута начали встречаться, и поженились 27 ноября 2014 года. У супругов есть две дочери: Мари Хакута (род. в ноябре 2015) и Никки Хакута (род. в декабре 2017). 10 апреля 2022 года Вонг и Хакута расстались, и 22 декабря 2023 года Вонг подала на развод.
После расставания с Хакутой в 2022 году, Вонг недолго встречалась с актёром Биллом Хейдером. В апреле 2023 года они возобновили отношения.

## Фильмография
| Год       |     | Русское название                              | Оригинальное название                                                | Роль               |
| --------- | --- | --------------------------------------------- | -------------------------------------------------------------------- | ------------------ |
| 2011      | с   | Лучшая охрана                                 | Breaking In                                                          | Ана Нг             |
| 2012      | кор | —                                             | Controversial Racist                                                 | н/д                |
| 2012      | с   | Где ты, Челси?                                | Are You There, Chelsea?                                              | Оливия             |
| 2012      | ф   | Особо опасны                                  | Savages                                                              | Клэр               |
| 2013      | ф   | Дела с идиотами                               | Dealin’ with Idiots                                                  | Кэти               |
| 2014      | кор | —                                             | Super Sleuths                                                        | Рек                |
| 2014      | с   | Черный ящик                                   | Black Box                                                            | доктор Лина Ларк   |
| 2014—2015 | с   | Внутри Эми Шумер                              | Inside Amy Schumer                                                   | разные персонажи   |
| 2015      | мс  | Конь БоДжек                                   | BoJack Horseman                                                      | Мэдди              |
| 2016      | мс  | Звери                                         | Animals.                                                             | Дана               |
| 2016      | мф  | Angry Birds в кино                            | The Angry Birds Movie                                                | Бетти Берд         |
| 2016      | мс  | Американский папаша!                          | American Dad!                                                        | Сильвия            |
| 2016—2020 | с   | Американская домохозяйка                      | American Housewife                                                   | Дорис              |
| 2017      | ф   | Герой                                         | The Hero                                                             | в роли самой себя  |
| 2017      | с   | —                                             | Drive Share                                                          | Джули / пассажирка |
| 2017      | с   | Трудности ассимиляции                         | Fresh Off the Boat                                                   | Марго              |
| 2017      | мф  | Лего Фильм: Ниндзяго                          | The Lego Ninjago Movie                                               | генерал Оливия     |
| 2017      | ф   | Кто наш папа, чувак?                          | Father Figures                                                       | Эли                |
| 2018      | мс  | Спроси у Сториботов                           | Ask the StoryBots                                                    | Мозг               |
| 2018      | мс  | Окей, Кей О! Будем героями                    | OK K.O.! Let’s Be Heroes                                             | Твисти             |
| 2018      | мф  | Ральф против интернета                        | Ralph Breaks the Internet                                            | Фелони             |
| 2018      | с   | —                                             | Gods of Medicine                                                     | Мишель Ченг        |
| 2019      | мс  | Тука и Берти                                  | Tuca & Bertie                                                        | Берти              |
| 2019      | кор | —                                             | Bonfire                                                              | Дебби              |
| 2019      | ф   | Ты — моё сомнение                             | Always Be My Maybe                                                   | Саша Трен          |
| 2019      | мс  | Большой рот                                   | Big Mouth                                                            | Эли                |
| 2020      | ф   | Хищные птицы: Потрясающая история Харли Квинн | Birds of Prey (and the Fantabulous Emancipation of One Harley Quinn) | Эллен Йи           |
| 2020      | мф  | Вперёд                                        | Onward                                                               | Гор                |
| 2020      | с   | С любовью, Виктор                             | Love, Victor                                                         | мисс Томас         |
| 2022      | с   | Газетчицы                                     | Paper Girls                                                          | взрослая Эрин      |
| 2023      | с   | Грызня                                        | Beef                                                                 | Эми Лау            |

## Награды и номинации
| Награда                                                  | Год  | Категория                                                                               | Работа                      | Результат | Ист.   |
| -------------------------------------------------------- | ---- | --------------------------------------------------------------------------------------- | --------------------------- | --------- | ------ |
| AACTA Awards                                             | 2024 | Лучшая женская роль в сериале                                                           | Грызня                      | Номинация | [ 63 ] |
| AACTA Awards                                             | 2024 | Лучший драматический сериал                                                             | Грызня                      | Номинация | [ 63 ] |
| Американский институт киноискусства                      | 2023 | 10 лучших телевизионных программ года                                                   | Грызня                      | Победа    | [ 64 ] |
| Премия «Энни»                                            | 2020 | Выдающееся достижение за озвучку анимационного телевизионного/радиовещательного проекта | Тука и Берти                | Номинация | [ 65 ] |
| Astra TV Awards                                          | 2024 | Лучший потоковый мини-сериал или антология                                              | Грызня                      | Победа    | [ 66 ] |
| Astra TV Awards                                          | 2024 | Лучшая женская роль в потоковом мини-сериале, антологии или фильме                      | Грызня                      | Победа    | [ 66 ] |
| BAFTA TV                                                 | 2024 | Лучшая международная программа                                                          | Грызня                      | Номинация | [ 67 ] |
| Премия «Выбор телевизионных критиков»                    | 2024 | Лучший мини-сериал                                                                      | Грызня                      | Победа    | [ 68 ] |
| Премия «Выбор телевизионных критиков»                    | 2024 | Лучшая актриса в мини-сериале или телефильме                                            | Грызня                      | Победа    | [ 68 ] |
| Dorian Awards                                            | 2023 | Лучший телевизионное выступление – комедия                                              | Грызня                      | Номинация | [ 69 ] |
| Gold Derby Awards                                        | 2023 | Лучшая женская роль в мини-сериале или фильме                                           | Грызня                      | Победа    | [ 70 ] |
| Премия «Золотой глобус»                                  | 2024 | Лучший мини-сериал, антология или телефильм                                             | Грызня                      | Победа    | [ 71 ] |
| Премия «Золотой глобус»                                  | 2024 | Лучшая женская роль в мини-сериале или фильме                                           | Грызня                      | Победа    | [ 71 ] |
| Премия «Золотой глобус»                                  | 2025 | Лучшее выступление в жанре стендап-комедии                                              | Эли Вонг: Одинокая леди     | Победа    | [ 72 ] |
| Goodreads Choice Award                                   | 2019 | Юмор                                                                                    | «Дорогие девочки»           | Победа    | [ 73 ] |
| Премия «Готэм»                                           | 2019 | Прорывной сериал — короткий                                                             | Тука и Берти                | Номинация | [ 74 ] |
| Премия «Готэм»                                           | 2023 | Прорывной сериал — короткий                                                             | Грызня                      | Победа    | [ 75 ] |
| Премия «Готэм»                                           | 2023 | Лучшее выступление в новом сериале                                                      | Грызня                      | Победа    | [ 75 ] |
| Премия «Независимый дух»                                 | 2024 | Лучший новый сериал по сценарию                                                         | Грызня                      | Победа    | [ 76 ] |
| Премия «Независимый дух»                                 | 2024 | Лучшая исполнительница главной роли в новом сериале по сценарию                         | Грызня                      | Победа    | [ 76 ] |
| Legionnaires of Laughter Legacy Awards                   | 2019 | Best Stand Up Comedian Female                                                           | —                           | Номинация | [ 77 ] |
| Премия «NAACP Image»                                     | 2024 | Лучшая женская роль в телефильме, мини-сериале или специальном драматическом сериале    | Грызня                      | Номинация | [ 78 ] |
| Ассоциация онлайн-кино и телевидения                     | 2023 | Лучшая женская роль в кинофильме, мини-сериале или антологии                            | Грызня                      | Победа    | [ 79 ] |
| People’s Choice Awards                                   | 2018 | Комедийный акт                                                                          | Эли Вонг                    | Номинация | [ 80 ] |
| People’s Choice Awards                                   | 2019 | Звезда комедийного кино                                                                 | Ты — моё сомнение           | Номинация | [ 81 ] |
| People’s Choice Awards                                   | 2021 | Комедийный акт                                                                          | The Milk & Money Tour       | Номинация | [ 82 ] |
| People’s Choice Awards                                   | 2024 | Достойное внимания шоу года                                                             | Грызня                      | Номинация | [ 83 ] |
| People’s Choice Awards                                   | 2024 | Лучшая телезвезда года среди женщин                                                     | Грызня                      | Номинация | [ 83 ] |
| People’s Choice Awards                                   | 2024 | Лучшая звезда комедийного телевидения года                                              | Грызня                      | Номинация | [ 83 ] |
| «Эмми» за выдающиеся творческие и технические достижения | 2024 | Выдающееся озвучивание персонажа за кадром                                              | Тука и Берти: День оперения | Номинация | [ 84 ] |
| Премия прайм-тайм «Эмми»                                 | 2022 | Выдающееся сценарий для специального варьете-шоу                                        | Эли Вонг: Дон Вонг          | Номинация | [ 85 ] |
| Премия прайм-тайм «Эмми»                                 | 2024 | Лучший мини-сериал                                                                      | Грызня                      | Победа    | [ 86 ] |
| Премия прайм-тайм «Эмми»                                 | 2024 | Лучшая женская роль в мини-сериале или фильме                                           | Грызня                      | Победа    | [ 86 ] |
| Премия Гильдии продюсеров США                            | 2024 | Лучший мини-сериал                                                                      | Грызня                      | Победа    | [ 87 ] |
| Премия «Спутник»                                         | 2024 | Лучший мини-сериал или телефильм                                                        | Грызня                      | Номинация | [ 88 ] |
| Премия «Спутник»                                         | 2024 | Лучшая женская роль в мини-сериале или телефильме                                       | Грызня                      | Номинация | [ 88 ] |
| Премия Гильдии киноактёров США                           | 2024 | Лучшая женская роль в мини-сериале или телефильме                                       | Грызня                      | Победа    | [ 89 ] |
| Премия Ассоциации телевизионных критиков                 | 2023 | Выдающиеся достижения в кино, мини-сериалах и специальных программах                    | Грызня                      | Победа    | [ 90 ] |